# Фигароло (Ђенова)
Фигароло је насеље у Италији у округу Ђенова, региону Лигурија.
Према процени из 2011. у насељу је живело 72 становника. Насеље се налази на надморској висини од 293 м.